# ハッティズバーグ (ミシシッピ州)
ハッティズバーグ（英: Hattiesburg）は、アメリカ合衆国ミシシッピ州南部の都市。フォレスト郡の郡庁所在地である。人口は4万8730人（2020年）。2005年のハリケーン・カトリーナの影響で人口は一時減少したが、回復しつつある。近年、ラマー郡東部を併合することで拡大してきた。フォレスト郡、ラマー郡およびペリー郡に跨るハッティズバーグ都市圏の主要都市である。
ハッティズバーグは1882年に製材業者で土木技師でもあったウィリアム・H・ハーディによって設立され、町の名前はハーディの妻ハッティに因んで名付けられた。2年後には人口400人となり、自治体になった。ハッティズバーグの人口は当初製材と鉄道産業の中心として拡大し、そのことから「中軸の都市」という渾名も貰った。現在は経済も多様化し、ミシシッピ州南部の中心にあって周辺も強力なために、地域に新しい人口を呼び込んでいる。
ハッティズバーグには南ミシシッピ大学（当初はミシシッピ師範学校と呼ばれた）およびウィリアム・ケーリー大学がある。市の南部にはミシシッピ川より東では最大の州兵訓練基地であるキャンプ・シェルビーがある。

## 歴史
ハッティズバーグはリーフ川とブーイ川が分岐する所にあり、1862年に土木技師のウィリアム・H・ハーディ大尉によって設立された。この地域の初期開拓者は、ジョージア州や両カロライナ州に移民してきたスコットランド人、アイルランド人およびイングランド人の子孫であり、松材が豊富な未開の大地に惹き付けられてきていた。
ハッティズバーグは1884年に人口400人で自治体になった。当初はツインフォークス、後にはゴードンビルと呼ばれていた。最後はハーディが妻のハッティに因んでハッティズバーグと名付けた。
1884年にはまた、サザン鉄道と呼ばれた鉄道がメリディアンからハッティズバーグを通ってニューオーリンズまで建設された。現在はイリノイ・セントラル・システムの一部になっているガルフ・アンド・シップアイランド鉄道がガルフポートからハッティズバーグを通ってジャクソンまで開通し、1987年には木材ブームが起こった。鉄道は開通までに20年以上を要したが、期待以上の効果をもたらした。水深の深い港湾ができ、沿線人口は2倍以上になり、ガルフポートの町が建設され、ハッティズバーグが鉄道の中心になった。
1912年、地元の新聞がハッティズバーグを「中軸の都市」と呼んだことから、これが渾名になった。これはハッティズバーグが何本もの重要な鉄道線が通り中継していることから来ていた。その後アメリカ国道49号線、同98号線および同11号線、さらに後には州間高速道路59号線が通ったので、主要道路の中継点にもなった。ハッティズバーグは州都ジャクソンから100マイル (160 km) 足らず南にあり、州のメキシコ湾岸、ニューオーリンズおよびアラバマ州モービルからも似たような距離にあって、その中央に位置している。
ハッティズバーグ周辺の地域は冷戦時の核開発競争に巻き込まれた。1960年代、2つの核爆弾がハッティズバーグの約28マイル (45 km) 南西、ランバートン近くの岩塩ドームで爆発された。環境保護庁が行ったその後の調査でも、人体に影響するような放射能汚染のレベルを公表していない。
20世紀を通じてハッティズバーグはキャンプ・シェルビー（現在は軍人動員センター）、2つの総合病院、および南ミシシッピ大学とウィリアム・ケーリー大学という2つの大学の設立から恩恵を受けてきた。ハッティズバーグ、フォレスト郡およびラマー郡を含む都市圏は、1994年に都市圏人口が10万人を超えたときに、統計上都市圏に指定された。
ハッティズバーグは海岸から約75マイル (120 km) 内陸にあるが、2005年のハリケーン・カトリーナの時は大きな被害を受けた。地域内1万戸ほどの建造物が何らかの被害を受けた。市内道路の約80％は倒木で塞がれ、電力は最大14日間止まった。ハッティズバーグとその周辺で死者24人を出した。ハリケーン・カトリーナの被害が甚大だったルイジアナ州やミシシッピ州の海岸から一時的待避者や住み替えを求めてきた人々が市内に多く入り混乱を招いた。
ハッティズバーグ警察署は連邦政府の認定法執行機関としてミシシッピ州では初めて、かつこの10年間では唯一認定された署である。独自の訓練学校を持っており、伝統的に中途退学者が50％以上も出る国内でも最も難しい学校の一つになっている。
カンパー公園にあるハッティズバーグ動物園は長年観光客に親しまれるものになっている。

### 公民権運動
ハッティズバーグとパーマーズクロッシングというアフリカ系アメリカ人の未編入地域は1960年代の公民権運動で重要な役割を果たした。1959年、朝鮮戦争に従軍した黒人兵クライド・ケナードが、当時白人しか受け入れていなかったミシシッピ・サザン・カレッジ（今日の南ミシシッピ大学）に入学願書を提出した。かれは人種を理由に入学を拒否され、それでも入学に固執すると、ミシシッピ州主権委員会は彼が犯罪を企てているとでっちあげ、ミシシッピ刑務所で7年間の懲役を言い渡した。全米黒人地位向上協会の指導者、メドガー・エバーズ、バーノン・ダーマーなどフォレスト郡の公民権運動家達がこの判決を覆そうと戦った。

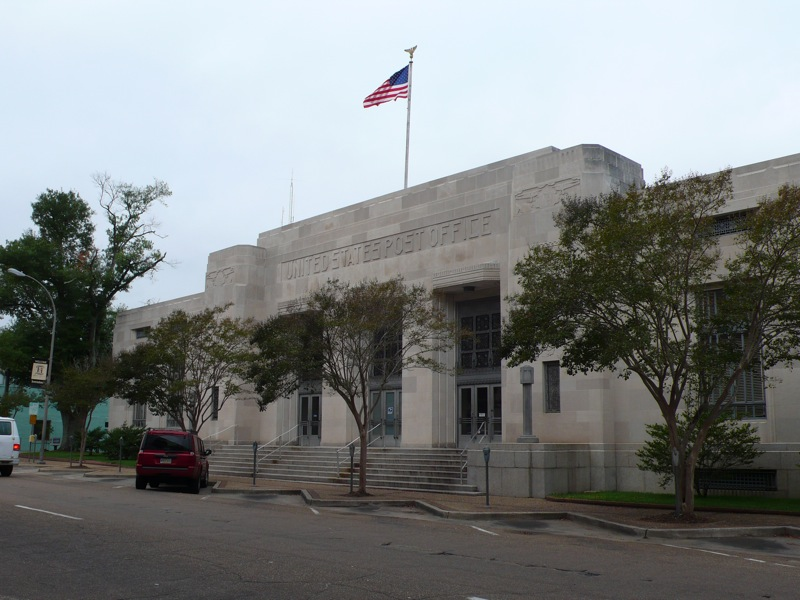
ハッティズバーグ中心街の郵便局

フォレスト郡選挙人登録官のセロン・リンドが黒人の有権者登録を妨害していた。この頃人口の30％は黒人だったが、そのうち投票権を持っているのは1％未満であり、一方白人は100％近くが登録されていた。1961年、アメリカ合衆国司法省がリンドを告発し、リンドは体系的にアフリカ系アメリカ人の選挙権を妨害していた廉で1957年公民権法の下で有罪とされた最初の南部選挙人登録官となった。
1962年、学生非暴力協同委員会が連邦組織協議会の援護でハッティズバーグでは最初の選挙権登録計画を始めた。1964年までにデルタ・ミニストリーという組織が市内で活動していた。全米黒人地位向上協会や地元の公民権運動指導者との協業により、フォレスト郡有権者同盟を結成した。1963年の選挙に関連して公民権運動指導者達は、州全体に拡がる選挙権差別とミシシッピ州の黒人が完全な市民権を求める強い願望を持っていることの双方を示す模擬選挙、「自由投票」を州全体で組織した。これには肉体的にも経済的にも大きな危険性があったが、フォレスト郡黒人のほぼ半分が参加し、州内でも投票率が最高になった。
1964年1月21日、この日は学生示威運動者や50人の北部神職者に支えられて有権者登録運動の大きな節目であるハッティズバーグの「自由の日」だった。レコンストラクション時代以来初めて、選挙権のための人種に跨る抗議が裁判所にピケを張っても逮捕されることなく行われた。およそ100人のアフリカ系アメリカ人が有権者登録しようとしたが、裁判所に入ることを許された者は少数であり、さらに少数が有権者名簿に登録された。その後何ヶ月間も毎日、裁判所での抗議が続けられ、「果てしないピケ」と呼ばれるようになった。
1964年の自由の夏の間、ハッティズバーグとパーマーズクロッシングのプロジェクトはミシシッピ州連邦下院第5選挙区における公民権運動全ての本部となり、90人以上の志願者や3,000人の地元参加者がいて、州内でも最も活動的な所になった。フォレスト郡黒人数百人が裁判所で有権者登録をしようとしたが、大半は妨害された。ハッティズバーグとパーマーズクロッシングの7つ有る自由学校の1つに650人以上の子供と大人が出席し、3つの自由図書館は寄付図書で起ち上げられ、地域センターが設立された。多くの白人は黒人による公民権運動に反対し、夏の志願者や地元アフリカ系アメリカ人は逮捕、殴打、馘首および追い出しに耐えた。
フォレスト郡はミシシッピ州自由民主党の活動中心でもあり、アトランティックシティで開催された民主党大会に代議員団を派遣して、アフリカ系アメリカ人が参加できなかった予備選挙で既成政党によって選挙された全てが白人で人種分離賛成の代議員団に挑戦した。パーマーズクロッシングのビクトリア・ジャクソン・グレイはミシシッピ州自由民主党公認で現職上院議員のジョン・C・ステニスに対決し、ハッティズバーグのジョン・キャメロンは第5選挙区の下院議員選挙に出馬した。黒人が投票できない状況では当選できないことが分かっていたが、立候補と選挙戦が投票権を求める戦いを前進させた。
1966年1月10日夜、クー・クラックス・クランの白騎士団がハッティズバーグにあった全米黒人地位向上協会の指導者、バーノン・ダーマーの自宅を爆弾と銃で襲った。ダーマーは郡内で最も著名な黒人指導者であり、長年公民権運動の主たる指導者だった。攻撃の直前にダーマーは貧しい黒人に有権者登録税の2ドルを渡すと宣言していた。ダーマーは妻とまだ若い3人の子供達さらに年長の叔母にもライフルを渡してクランの攻撃を持ち堪えさせ燃える家から脱出する時間を稼いだが、翌日火傷と煙の吸入がもとで死んだ。ダーマーが殺されたことでハッティズバーグでは大きな抗議行進が起こった。クランの多くの者が逮捕され、4人が有罪とされた。4回の裁判が暗礁に乗り上げた後の1998年8がtぐ、クランのインペリアル・ウィザード、サミュエル・ボウワーズがダーマー暗殺を命令した容疑で有罪になった。ボウワーズは終身刑を言い渡された。

### ベラユニフォーム/プロジェクトドリブル核実験
ベラユニフォームはアメリカ合衆国エネルギー省と国防高等研究計画局が合同で遂行したプロジェクトベラの1要素だった。その目的は地下核実験を探知する手段として地震探査装置を開発することだった。プロジェクトドリブルは2つの核爆発を計画した。サーモンテストは1964年10月22日に行われ、5.3キロトンの威力だった。スターリングテストは1966年12月3日に行われ、380トンの規模だった。これらはハッティズバーグとバービスの地域の南西、タトゥム岩塩ドームの中で行われた。

## 教育
ハッティズバーグの公共教育はハッティズバーグ自治体分離教育学区が管轄し、幼稚園生から12年生までを見ている。高校は7校、オールターナティブ・スクールが1校、中学が2校、小学校が10校ある。他に私立学校が6校ある。

### カレッジ
ハッティズバーグには高等教育機関が2つ有る。公立の南ミシシッピ大学と私立のバプテスト教会系ウィリアム・ケーリー大学である。両校とも他所にキャンパスを持っている。南ミシシッピ大学はロングビーチに、ウィリアム・ケーリー大学はガルフポートとニューオーリンズにキャンパスがある。

## 地理
ハッティズバーグは北緯31度18分57秒 西経89度18分31秒 / 北緯31.31583度 西経89.30861度に位置する。その領域の大半はフォレスト郡内にある。西部の小さな領域がラマー郡内にある。これは州間高速道路59号線の東に細く延びた土地であり、もう一つウェストハッティズバーグに不規則に伸びた土地である。2000年国勢調査時点では、市内人口44,779人のうち42,475人 (94.9%) がフォレスト郡内に、2,304人 (5.1%) がラマー郡内に住んでいた。
アメリカ合衆国国勢調査局に拠れば、市域全面積は49.7平方マイル (128.6 km2)、このうち陸地は49.3平方マイル (127.6 km2)、水域は0.4平方マイル (1.1 km2)で水域率は0.83％である。

### 気候
ハッティズバーグは温暖湿潤気候にあり、短く温暖な冬と、暑く湿潤な夏がある。降雪は極希なことだが、2008年12月11日にハッティズバーグ周辺は3ないし5インチ（7.5ないし12.5 cm) の降雪があった。アメリカ合衆国南部の全てに当てはまることだが、特にハルには激しい雷雨に見舞われる。これは多くの雷と激しい雨を伴い、時として大粒の雹や竜巻も発生する。
| ハッティズバーグの気候 | ハッティズバーグの気候 | ハッティズバーグの気候 | ハッティズバーグの気候 | ハッティズバーグの気候 | ハッティズバーグの気候 | ハッティズバーグの気候 | ハッティズバーグの気候 | ハッティズバーグの気候 | ハッティズバーグの気候 | ハッティズバーグの気候 | ハッティズバーグの気候 | ハッティズバーグの気候 | ハッティズバーグの気候 |
| 月                     | 1月                    | 2月                    | 3月                    | 4月                    | 5月                    | 6月                    | 7月                    | 8月                    | 9月                    | 10月                   | 11月                   | 12月                   | 年                     |
| ---------------------- | ---------------------- | ---------------------- | ---------------------- | ---------------------- | ---------------------- | ---------------------- | ---------------------- | ---------------------- | ---------------------- | ---------------------- | ---------------------- | ---------------------- | ---------------------- |
| 平均最高気温 °C （°F） | 16 (60)                | 18 (64)                | 22 (71)                | 26 (78)                | 29 (84)                | 32 (90)                | 33 (92)                | 33 (92)                | 31 (88)                | 27 (80)                | 21 (70)                | 17 (62)                | 25.4 (77.6)            |
| 平均最低気温 °C （°F） | 2 (36)                 | 4 (39)                 | 8 (46)                 | 12 (53)                | 16 (61)                | 20 (68)                | 22 (71)                | 22 (71)                | 19 (66)                | 12 (53)                | 7 (45)                 | 3 (38)                 | 12.3 (53.9)            |
| 降水量 mm （inch）     | 178.8 (7.04)           | 128.8 (5.07)           | 160.3 (6.31)           | 141.5 (5.57)           | 134.4 (5.29)           | 110.2 (4.34)           | 143.3 (5.64)           | 122.9 (4.84)           | 108.2 (4.26)           | 90.7 (3.57)            | 134.4 (5.29)           | 133.4 (5.25)           | 1,586.9 (62.47)        |
| 出典：                 |                        |                        |                        |                        |                        |                        |                        |                        |                        |                        |                        |                        |                        |

## 人口動態
以下は2000年の国勢調査による人口統計データである。
| 基礎データ - 人口: 44,779人 - 世帯数: 17,295世帯 - 家族数: 9,391家族 - 人口密度: 351.0人/km2（909.0人/mi2） - 住居数: 19,258軒 - 住居密度: 150.9軒/km2（391.0軒/mi2） 人種別人口構成 - 白人: 49.95% - アフリカン・アメリカン: 47.34% - ネイティブ・アメリカン: 0.15% - アジア人: 1.22% - 太平洋諸島系: 0.02% - その他の人種: 0.52% - 混血: 0.80% - ヒスパニック・ラテン系: 1.41% 年齢別人口構成 - 18歳未満: 21.5% - 18-24歳: 24.4% - 25-44歳: 26.3% - 45-64歳: 16.0% - 65歳以上: 11.8% - 年齢の中央値: 27歳 - 性比（女性100人あたり男性の人口） - 総人口: 85.3 - 18歳以上: 81.3 | 世帯と家族（対世帯数） - 18歳未満の子供がいる: 25.3% - 結婚・同居している夫婦: 31.1% - 未婚・離婚・死別女性が世帯主: 19.4% - 非家族世帯: 45.7% - 単身世帯: 34.4% - 65歳以上の老人1人暮らし: 9.3% - 平均構成人数 - 世帯: 2.29人 - 家族: 3.01人 収入と家計 - 収入の中央値 - 世帯: 24,409 米ドル - 家族: 32,380米ドル - 性別 - 男性: 26,680米ドル - 女性: 19,333米ドル - 人口1人あたり収入: 15,102米ドル - 貧困線以下 - 対人口: 28.3% - 対家族数: 21.5% - 18歳以下: 36.3% - 65歳以上: 16.7% |

## 市政府
ハッティズバーグは市長・市政委員会方式を採用している。市長は全市を選挙区に選ばれる。市政委員は5人であり、5つの選挙区から各1人が選挙される。

## 産業
ハッティズバーグには幾つかの全局企業の支社があり、パインベルト地帯で数千の職場を提供している。インターナショナル・ファィリング社の本社があり、コーラー・エンジン社、コカ・コーラボトリング社の支社がある。サンビーム社（ミスターコーヒーとコールマン社の共同事業）やキンバリー・クラーク社はハッティズバーグで製造を行っていた。CNNに拠ればハッティズバーグは成長する事業都市トップ25に入っている。

## メディア
市内で聴取できるFMラジオ局は17局、AMラジオ局は4局ある。視聴可能なテレビ局は4局ある。日刊紙としてはハッティズバーグ・アメリカン、週刊コミュニティ新聞として「ラマータイムズ」、ペタルの週刊新聞として「ペタル・ニューズ」がある。

## 交通

### 鉄道
アムトラックの列車クレセント号がハッティズバーグとニューヨーク市、フィラデルフィア、ボルティモア、ワシントンD.C.、シャーロット、アトランタ、バーミングハムおよびニューオーリンズとを繋いでいる。アムトラックのハッティズバーグ駅はニューマン通り308にある。
鉄道貨物輸送は3つの一級鉄道会社が請け負っている。カナディアン・ナショナル鉄道はジャクソンとモービルまで、カンザスシティ・サザン鉄道はガルフポートまで、ノーフォーク・サザン鉄道はメリディアンとニューオーリンズまでを結んでいる。

### 公共交通
ハッティズバーグ市は独自の大量輸送機関であるハブシティ・トランジットを所有し運営している。ハブシティ・トランジットは毎日主要大通りを通る定期便を走らせている。中心街のインターモーダル駅はアムトラックにもハブシティ・トランジットにも使われている。市内の乗降客数が増えたために、郊外のオークグローブやペタルへのバス便を含め、現在は経路を増やすことを計画している。

### 航空
ハッティズバーグ・ローレル地域空港はハッティズバーグ北東に位置し、テネシー州メンフィスとの間に毎日定期便が就航している。またこの空港は敷地内に18ホールのゴルフコーストビジネスパークもある。
ハッティズバーグ市はハッティズバーグ・フォレスト郡産業パーク内にハッティズバーグ・ボビー・L・チェイン市民空港を運営している。市内中心から4マイル (6 km) にあり、南ミシシッピの大半に企業用途と一般用途の航空機発着を可能にしている。

### 高規格道路
| 州間高速道路                                                       |
| ------------------------------------------------------------------ |
| 州間高速道路59号線、北のメリディアンと南のニューオーリンズを結ぶ   |
| アメリカ国道                                                       |
| アメリカ国道11号線、州間高速道路59号線と並行に走る                 |
| アメリカ国道49号線、北のジャクソンと南のガルフポートとを結ぶ       |
| アメリカ国道98号線、西のコロンビアと南東のモービルとを結ぶ         |
| 州道                                                               |
| ミッシッピ州道42号線、イレブン・ガンディ・パークウェイとも呼ばれる |
| ミッシッピ州道589号線                                              |
| ミッシッピ州道198号線                                              |
| ミッシッピ州道24号線                                               |

## 著名な住人
- ビクトリア・グレイ・アダムズ、教育者、公民権運動指導者
- スティーブン・バーセルム、著作家、批評家
- ウォリー・バーグ、1990年にヒマラヤ山脈のローツェに登った最初のアメリカ人登山家
- ジェシー・L・ブラウン、アメリカ海軍最初のアフリカ系アメリカ人操縦士
- ジミー・バフェット、音楽家
- シェルビー・キャノン、テニス選手
- シェイ・カリー、女優
- バーノン・ダーマー、公民権運動指導者、1866年にクー・クラックス・クランに殺された
- タイラー・ディッカーソン、歌手
- ボブ・ダドリー、BPの経営者、2010年メキシコ湾原油流出事故の対策にあたっている
- ウッディ・エバンズ、著作家
- ブレット・ファーヴ、NFLの元選手、NFLで3度MVP、スーパーボウル制覇1回
- ティム・フロイド、南カリフォルニア大学バスケットボールチームの元ヘッドコーチ
- アフロマン、音楽家、カリフォルニア州パームデイルで生まれ育ったが、ハッティズバーグでも育った
- ジョーイ・ギャスライト、メジャーリーグベースボールの選手
- トッド・グリシャム、WWEのアナウンサー
- ゲーリー・グラブス、ハリウッドとテレビの俳優
- レイ・ガイ、NFLの元選手、オークランド・レイダース
- チャーリー・ヘイズ、 メジャーリーグベースボールの元選手
- ベス・ヘンリー、ピューリッツァー賞を受賞した著作家
- エディ・ホッジス、俳優、歌手
- クリフトン・ハイド、音楽家、ブルーマンのメンバー
- フレッド・ルイス、メジャーリーグベースボールの選手、サンフランシスコ・ジャイアンツ
- ルイス・リップス、NFLの元選手、1984のAFC新人王、ピッツバーグ・スティーラーズ
- リック・ロンドン、著作家、漫画家、ロンドンズ・タイムズ・カートゥーンズの創設者
- ダニー・マニング、元プロ・バスケットボール選手
- ヘンリー・クラフト牧師、ボーイスカウトのネイション2003の隊長
- バネッサ・マーネウェック、工芸家
- デイブ・マティソン・ジュニア、1956年6月に WDAMTV を創設した
- ウォルター・E・マッシー、モアハウス大学の元学長、ジョージ・H・W・ブッシュ政権下でアメリカ国立科学財団ディレクター
- オセオラ・マカーティ、慈善事業家、大統領市民勲章の受章者
- マット・ミラー、プロ野球選手
- ジョナサン・パペルボン、メジャーリーグベースボールの選手、ボストン・レッドソックス
- ヴァン・ダイク・パークス、音楽家
- トッド・オインクストン、NFLの元選手、フィラデルフィア・イーグルス
- スティーブン・パーディ、ブロードウェイのミュージシャン、声楽教師
- パービス・ショート、NBAの元選手
- ロバート・L・スチュワート、NASAの宇宙飛行士
- トレ・トゥィッティ、音楽家
- ジェイムズ・ホィートン、俳優、ディレクター、教育家
- ウェブ・ワイルダー、音楽家、俳優
- クレイグ・ワイズマン、作詞家
- ウォルター・H・イェーツ・ジュニア、アメリカ陸軍少将
- ウォルター・ヤング、プロ野球選手
- ウォルター・サッグス、NFLの元選手、ヒューストン・オイラーズ